# David Chilia
David Chilia (Porto Vila, 10 de junho de 1978) é um futebolista de Vanuatu que atua como goleiro. Atualmente joga no Tafea, clube de seu país natal, e também exerce a função de treinador de goleiros no Erakor Golden Star.

## Carreira
Iniciou a carreira no Tupuji Imere, onde jogou entre 1998 e 2004. No ano seguinte, assinou com o Tafea, onde atua até hoje, com exceção de uma curta passagem no Port Vila Sharks, em 2009. Paralelamente, exerce o cargo de treinador de goleiros do Erakor Golden Star desde 2011.

## Seleção
David Chilia atuou em 26 jogos pela Seleção Vanuatuense entre 1998 e 2007, participando em 5 edições da Copa das Nações da OFC.

## Vida pessoal
Seu irmão, Seimata Chilia, foi também seu companheiro de equipe no Tupuji Imere no período entre 1998 e 2001 e também em 2004, além de ter jogado 29 vezes pela Seleção Vanuatuense.